# Franz Nitsch
Franz Nitsch (* 18. Juni 1898 in Wolledorf, Bezirk Hohenstadt, Österreich-Ungarn; † 24. Mai 1945 in Mähren durch das Amtsgericht Aachen am 3. Dezember 1962 zu diesem Zeitpunkt für tot erklärt) war ein tschechoslowakischer Politiker (BdL, SdP und später NSDAP) deutscher Nationalität.

## Leben
Nitsch war Erbe eines Bauernhofs und als Landwirt in seinem Heimatdorf tätig. Er besuchte die Gewerbeschule in Hohenstadt und wurde 1916 Soldat im Ersten Weltkrieg und zum Leutnant befördert. Für den Bund der Landwirte (BdL) war er Landesvorsitzender von Mährisch-Schlesien und engagierte sich ab 1924 in der Genossenschaftsbewegung. Des Weiteren war er Obmannstellvertreter der organisierten deutschen Landwirte Mährens in Brünn und Gauhauptstellenleiter bei BdL. Im März 1935 wechselte er zur Sudetendeutschen Partei und gehörte danach als Abgeordneter der SdP dem tschechoslowakischen Parlament an. Von 1936 bis 1938 war er Kreisleiter der Partei in Olmütz und wurde Kreisbauernführer in Mährisch-Schönberg.
Nach der deutschen Annexion der Sudetengebiete im Herbst 1938 durch das nationalsozialistische Deutsche Reich wurde er Landeshauptabteilungsleiter III der Landesbauernschaft Sudetenland in Reichenberg. Am 27. Dezember 1938 beantragte er die Aufnahme in die NSDAP und wurde rückwirkend zum 1. November desselben Jahres aufgenommen (Mitgliedsnummer 6.627.855). Anfang 1939 wurde er Mitglied der SS, in der er den Rang eines Obersturmbannführers erreichte (SS-Nummer 314.975). Während des Zweiten Weltkrieges war er von Juni 1941 bis März 1943 Kriegsoberverwaltungsrat bei der Wehrmacht. Am 14. Dezember 1943 trat er im Nachrückverfahren für den ausgeschiedenen Abgeordneten Wolfgang Richter in den nationalsozialistischen Reichstag ein, dem er bis zum Ende der NS-Herrschaft im Frühjahr 1945 als Vertreter des Sudetenlandes angehörte.
Nach Kriegsende befand er sich in Gewahrsam der tschechoslowakischen Polizei, wo er „angeblich misshandelt oder ermordet“ wurde.